# 郭襄
郭襄，是金庸小説《神鵰俠侶》和《倚天屠龍記》中的人物。為郭靖、黃蓉的次女，黃藥師的外孫女，郭芙的妹妹，郭破虜的二姊，耶律齊的小姨，「江南七怪」之一柯鎮惡的徒孫，武敦儒、武修文的師妹，滅絕師太之師祖、周芷若的太師祖，峨嵋派的開創者及祖師，暗戀楊過。
郭襄眉目娇美、神姿秀丽，其作風平易近人、心思細密且為人設想，應對上聰明伶俐、百面玲瓏並能言善辯，同時可爱纯洁之中不失豪爽，天真浪漫之中又不失聪慧，遺傳了黃蓉的智慧頭腦，這與姊姊郭芙的性格南轅北轍。個性我行我素，漠視世俗禮教，頗有其外祖父东邪黄药师之風，使她贏得「小东邪」的外號，亦因此獲得外祖父黄药师的寵愛及歡心，成為其最疼愛的外孫。後來她將習得之眾多絕世武功匯成峨嵋一派武學。其武功深不可測，能與其匹敵的人杳杳無幾。其劍法和輕功出神入化，並藉此聞名於天下，連金花婆婆也說其修為遠不及她。其創的武功精妙無比，非常難學也難以破解，獲得徒孫滅絕師太的肯定。除其武功蓋世無雙，內功和外功亦高深莫測，可能已達至登峰造極以至新舊天下五絕的境界。為金庸小説中武功絕頂的高手之一。 

登場回數：(神)33-40、(倚)1-2

## 簡述
郭襄为郭靖和黃蓉的次女，「东邪」黄药师的外孙女，其姐为郭芙，有一孪生弟弟郭破虜。
生日為十月廿四，因生于襄阳而被黃蓉取名为「襄」，以告誡郭襄不要忘記一家守城的責任和對國家民族的大義。

### 神鵰侠侣
小说《神鵰侠侣》中，黄蓉懷有郭襄及郭破虜時，忽必烈率蒙古大军围攻襄阳，郭靖、黄蓉夫妇统领南宋军民以及武林中人抵抗。忽必烈趁郭靖受伤之际，派金輪國師等武林高手潜入襄阳行刺郭靖。紧急关头之際，黄蓉惊动胎气，在大火之下冒險产下郭襄与孪生弟弟郭破虜。
由於郭襄出生后襄陽告急，因為不久便給女主角古墓派第三代掌門人小龍女帶走，連黃蓉也未曾目睹其芳容，其後历经波折，先後被小龍女、杨过、「赤練仙子」李莫愁、蒙古僧人金輪國師、蒙古勇士尼摩星五大大高手所争夺，幾人目的各不相同，楊過仗義保護郭襄以報答郭靖大恩，金輪國師和尼摩星則打算以郭襄要脅鎮守襄陽的郭靖投降，並奪得「蒙古第一勇士」稱號，而李莫愁卻誤以為郭襄是楊過與小龍女的女兒，打算借此要脅楊、龍二人交出師門秘芨《玉女心經》。經過一翻爭奪，最終郭襄落在李莫愁手上。李莫愁雖是殺人不眨眼的女魔頭，而且對郭襄心懷不軌，但一見郭襄竟一時生出憐愛之情，對襁褓中的郭襄卻生出關懷之情，供其撫養一月有餘，期間以豹奶餵哺。然而，郭芙卻怪責楊過、小龍女沒保護好郭襄，盛怒之下斬斷了楊過的右臂。
後來雖然李莫愁在新城鎮給黃蓉制服，但郭襄卻落到武功大進的男主角楊過手上，而楊過此舉亦為報復先前的斷臂之仇，始作俑者是郭芙，楊過有意借郭襄刺激郭家，期間郭芙多次嘗試搶奪郭襄，但始終無功而還，於是楊過把郭襄带回终南山活死人墓，不過楊過搶走郭襄終是一時之忿，因此最後還是於絕情谷獲归还给黄蓉。
多年來，郭靖夫婦為避免郭襄、郭破虜兩姊弟重蹈郭芙的闖下大禍覆轍，對他們反其道而行，施行嚴厲管教，導致郭襄動輒便被郭靖責罰，與郭芙當年的一味溺愛剛好相反，加上黃蓉回想起郭襄出生時的種種險境，不免心驚，難免對郭襄不如郭芙愛憐，使郭襄誤以為父母偏心，但其實夫婦對三名孩子也一視同仁，然則此舉導致郭襄性格怪異，較離經叛道，豪氣干雲，被認為充滿「邪氣」，與一般女子的作風截然相反，令郭靖、黃蓉頭痛不已，因此郭襄又獲得「小東邪」的稱號，既指其作為與當年的郭靖、黃蓉、郭芙大為不同，也指其作為與外祖父「東邪」黃藥師十分相似。
十六年后蒙古大军再次进军襄阳。
少女郭襄与大姐郭芙及弟弟郭破虜離開襄陽，欲到終南山邀請全真教掌教丘處機到襄陽主持英雄大會，行经风陵渡，听人谈起「神鵰大侠」，不禁悠然神往，於是不顧郭芙阻止便跟隨素不相識的「西山一窟鬼」前往面見神鵰俠
机缘巧合下，在萬獸山莊遇見戴上人皮面具的「神鵰侠」杨过，當然此時郭襄刻意隱瞞自己的身份，更不知眼前此人與郭家的爪葛糾紛，郭襄只想，一心看他如何從中作梗，擺平山莊主人史氏兄弟和西山一窟鬼之間的紛爭。隨楊過一起到黑龍潭捕捉九尾靈狐時遇上已屆暮年的瑛姑、正前來拜訪的一灯大师和性命垂危的慈恩。慈恩望死前得到瑛姑的原諒，瑛姑卻要「老顽童」周伯通到來相陪才肯答應。於是楊過便偕同郭襄和神雕到百花谷找來周伯通，最終化解瑛姑、一灯大师、周伯通和慈恩四人之间的宿怨。楊過與周伯通在百花谷交手時，雙方均使出精湛的上乘武學，令初出茅蘆的郭襄大開眼界。
杨过得知郭襄的身世後，加上欣賞郭襄的天真爛漫，平易近人，與當年的郭芙大為不同，便立時将郭襄当成妹妹一般爱护，送郭襄三枚金针，说他见此金针，如见郭襄之面，将尽力为她完成三个心願。此時郭襄開始對楊過芳心暗許，只可惜神女有心，襄王無夢，楊過只鍾情失蹤十六年小龍女，而郭襄亦從此深陷「一見楊過誤終生」的情障，另外與楊過的冒險卻也成為郭襄一生最為開心的幾個時光之一。
郭襄第一个心願要楊過脫下面具，顯露真面目，第二心願让他于当年十月廿四日她生日那天，到襄阳一见，同時，楊過又因與郭家恩怨關係便囑咐郭襄不要把二人相見一事告訴任何人，尢其是家人，郭襄亦依言隱暪，此時成為二人的秘密。
丐幫幫主魯有腳被霍都暗殺後，郭襄悲痛欲絕，便到魯有腳遇害地羊太傅廟祭奠一番，期間郭芙趕來催促郭襄回家，郭襄不從，二人便鬥嘴一番，蒙古高手尼摩星突然衝入來企圖活捉二人要脅郭靖投降，二人便持劍對峙，但不敵，千釣一髮之際，躲在暗處的楊過暗中為二姊妹擎殺尼摩星，二人性命得保，然而二人也不知道自己的性命是楊過所救，連後來趕來的耶律齊只覺幕後救人的高手武功深不可測。當郭襄後來知道楊過出手拯救自己和姊姉更為欽佩不已，對他更為崇拜，郭襄對楊過的暗戀又加深一步。
後來，楊過為屢行對郭襄第二個承諾，在英雄大會前後與一眾江湖好手為郭襄搜集奇珍異寶，作為郭襄的生日禮物，又派百草仙、人廚子、聖因師太等豪傑到襄陽預祝郭襄生日，郭襄初時固然不知是楊過安排，還以為是郭靖夫婦安排，連躲在暗處的黃蓉、朱子柳、郭芙也大感奇怪，甚至擔心這些豪傑對英雄大會不利，後來黃蓉和郭芙更估計到這些極有可能是楊過的操作，一度擔心楊過藉郭襄向郭家報復。英雄大會當日，即郭襄生日當天，楊過更為準備「三件禮物」（斬殺進攻襄陽的蒙古先鋒、以煙花製造蒙古糧倉南陽大火、折穿霍都的真實身份和控制丐幫圖謀），楊過的一連串搡作，不但令郭襄大有面子，更迷得郭襄神暈顛倒，對楊過更死心塌地。最終楊過還是念著郭襄與同行的黃藥師的面子現身與郭家成員相見，此次大會郭襄更首次與外公黃藥師見面，很快便得到黃藥師的喜愛。此大會因此成為郭襄一生最難忘的時刻。
隨着楊過的出現，黃蓉不得不坦白告訴郭楊兩家數十年的恩怨情仇。從黃蓉口中得知杨过堪苛的身世，亦獲知楊過的斷臂和小龍女的失蹤亦是姊姊郭芙因魯莽撞動而一手做成。父親郭靖盼望通過郭襄与杨过的關係而能化解两家數十年複雜的恩怨。
由於從母親口中得知帶走小龍女南海神尼只是母親欺騙楊過的借口，根本不存在，倾心杨过的郭襄，小龍女有可能已跳崖身亡，同時杨过与小龙女十六年之约期將屆後，擔心他得知真相後會自殺，於是便打算赶往绝情谷勸阻楊過。途中受金輪國師欺騙，而落入金輪國師之手，以再次胁迫郭靖投降，期間國師發現郭襄天資聰敏竟對郭襄心動，萌生收郭襄為徒的念頭，國師亦盡量向郭襄示好，郭襄亦對國師以禮相待。一版、二版《神鵰俠侶》的郭襄從未答應拜金輪國師為師，三版的郭襄則答應了讓金輪國師收其為徒。
被金輪國師帶到絕情谷斷腸崖後，正見楊過從斷腸崖上跳入深谷，自己便跟著跳下，以圖自盡殉情，國師不及阻止。二人墜入谷底深潭不死後，郭襄便說出第三個心願，今後不許楊過輕生。
後來，黃蓉、程英、陸無雙、周伯通、瑛姑、一燈大師趕到現場，眾人誤以為郭襄身亡，更把矛頭指向金輪國師，眾人悲痛不已，紛紛向國師圍攻，雙方大戰一埸，最後被躲在暗處的黃藥師制止，但當黃藥師得知郭襄「身亡」與國師「有關」後便聯合一燈大師、周伯通連點三大穴道制服圃師，之後給母親黃蓉帶來的鵰兒救回崖上後，由於黃蓉一行人要深入崖底打救楊過，便留在崖上郭襄看管國師，年幼無知的郭襄再次被金輪國師騙倒而解開他的穴道，使自己再度成為人質。其間金輪國師企圖弄斷黃蓉一行人通往崖底的繩索，以圖困死他們，但被郭襄阻止
蒙古大军强攻襄阳不下，金輪國師便将郭襄五花大绑困在高台上，威逼郭靖投降，否则烧死郭襄，黃藥師、郭靖、黃蓉、周伯通等江湖義土嘗試救出郭襄，但不果，眼見為實郭襄即被燒死，与小龙女十六年后在绝情谷底重遇的杨过，带着大鵰回襄阳助阵，楊過擊败金轮國師，國師死前把郭襄拋給楊過，楊過順救出郭襄。
及後楊過殺死蒙古大汗，大宋軍隊乘勝追擊，潰敗蒙古大军撤退，襄陽得保，郭襄與众人一起前往华山，遇上少林派觉远与弟子张君宝（後來的張三豐）向潇湘子、尹克西追讨《楞伽经》与《九阳真经》，這是郭裏首次與張君寶見面，杨过暗助张君宝打败潇湘子後，携小龙女告别众人离去，從此便在江湖上絕跡。其时明月在天，清风吹叶，树巅乌鸦呀啊而鸣，郭襄忍耐不住，泪珠夺眶而出，此生便再尋不到楊過。其實自他揭開面具當下，十六歲的郭襄早把這位「大哥哥」的背影深深烙印在自己的心中，再也忘不掉。

### 倚天屠龙记
郭襄只出现于《倚天屠龙记》的首两回裡。
第三次华山論劍後，骗父母说要四处游乐一下，一人骑着青驴，走遍天下，寻訪当时已不问世事的杨过和小龙女。
三年後，到河南少林寺找楊過的好友、羅漢堂首座無色禪師詢問楊、龍二人的下落不果。其間遇上來自西域的「昆仑三圣」何足道，兩人互相切磋棋藝和琴藝。何足道精於劍術，欲向少林寺挑戰，卻被少林僧人觉远及其弟子張君寶震退，悄然返回西域。
覺遠、張君寶因無師自學少林武功犯了門規而被少林寺派人捉拿，郭襄遂同二人逃下少室山。觉远坐化前背诵《九阳真经》，在旁伴著的郭襄、张君宝、无色禅师三人各自记住了一部分，成為郭襄日後開宗立派的基礎。
《倚天屠龙记》有关于郭襄的故事在郭襄与张君宝分道之后结束。
約十年後，襄陽城破，父母郭靖、黃蓉兩夫婦在襄陽城破前決定以後死報國，為防止絕學失傳，又恐防絕學過去早出身而落入奸人手上，兩夫婦於是將義姪神鵰大俠楊過、小龍女夫婦送給女兒郭襄的玄鐵重劍加上西方精金熔鑄而成。刀劍完成後郭靖夫婦把抗金名將岳飛所著絕世頂級兵書《武穆遺書》藏在屠龍刀內的夾層中的刀片，同時兩夫婦也把南宋年間最絕頂的武功秘籍《九陰真經》、當世武林絕學丐幫的《降龍十八掌精義》等武功典籍藏於倚天劍。然而，黃蓉想到誅殺韃子元兇巨惡，事勢甚急，早一日成事，天下蒼生便早一日解了倒懸之苦，因之在倚天劍的秘笈之中，寫下了幾章速成的法門，即當年「黑風雙煞」所錯練的武功，但略其改良，傷害有限，至少不會像梅超風一樣走火入魔。。然後把屠龍刀交給幼子（郭襄弟弟）郭破虜，而倚天劍則交給女兒（峨嵋派祖師）郭襄，其望後人在適當時機把刀劍互砍，取出刀劍內的兵書、秘笈，以此驅逐元室，恢復漢人江山。郭靖夫婦寄望得屠龍刀的人以刀內的兵書手仞韃子皇帝，同時又擔心那耶得屠龍刀的人在得天下後不務正業，作威作福，因此倚天劍還有一個作用，就是以劍內的秘芨教訓那得天下的人。
第三版以玄鐵重劍熔鑄成的只有屠龍刀，倚天劍改為以楊過、小龍女夫婦佩劍君子劍、淑女劍合鑄而成；同時三版亦修正成刀劍內藏有指示前往桃花島取書的玄鐵片地圖，因舊版及第二版小說提到刀曾被猛火所燒亦無恙，但若其內有紙不可能不燒毀，為犯駁之處，因此新修版改為刻有桃花島方位及地形的玄鐵片。而《九陰真經》附有的速成法門仍是當年「黑風雙煞」所錯練的武功，不過速成法門撰寫者已改為黃藥師心痛梅超風之死，便改由黃藥師加以改良，傷害有限，至少不會像梅超風一樣走火入魔。
屠龍刀原屬弟弟郭破虜所有，但襄陽城破之日，郭破虜與父母同時殉難，屠龍刀遂流入江湖，其時郭襄人在西川，趕不及相救父母等親人，但亦因其倖免於難，使倚天劍仍在郭襄手上，後來郭襄意識到後半生應再也找不到楊過踪跡，遂于四十岁时看破红尘、出家为尼，同時意欲為屠龍刀和倚天劍內的秘芨覓尋繼承人，從而创立峨嵋派，成為一代武學宗師，倚天劍從此成為峨嵋派的鎮派之寶和掌門象徵。峨嵋掌門臨死前會把刀劍秘密向下任掌門言明，以確保此秘代代相傳，刀劍秘密只是掌門才有資格知道，掌門亦江湖上唯一（可能還有少數人）得知刀劍奧秘的人和「武林至尊，寶刀屠龍，號令天下，莫敢不從！倚天不出，誰與爭鋒？」這句的真正意思。多年來，郭襄不辭勞苦地尋找屠龍刀下落以取藏在刀劍內的秘訣，但始終未果，只能在臨終前告訴弟子風陵師太有關刀劍的秘密，遺命風陵師太及其傳人完成自己的遺志，以此代代相傳，終於在幾十年後第四代掌門周芷若使奸計得到倚天劍和屠龍刀，並將倚天劍及屠龍刀互砍取出藏於其中的《九陰真經》、《武穆遺書》、《降龍十八掌精義》。

## 武功
越女劍法
江南七怪中越女劍韓小瑩的劍法，乃是《越女劍》一書中越女阿青遺留的劍招，在唐末時一名劍法名家依據自古流傳的劍招重新去蕪存菁、另生變化而成。韓小瑩將這路劍法教給郭靖後，郭靖又傳給郭氏姊妹跟武氏兄弟。
桃華落英掌
又名「落英神劍掌」，是黃藥師從「落英神劍」中變化所得；攻敵時雙臂揮動，四面八方都是掌影；或五虛一實，或八虛一實 。真如桃林中狂風忽起，萬花齊落一般。妙在姿態飄逸，宛若翩翩起舞。 招式有春雲乍展、迴風拂柳、江城飛花、雨急風狂、星河在天、流華紛飛、彩雲追月、天如穹廬、朝雲橫度、白虹經天、紫氣東來、落英漫天等。
落英劍法
乃黄药师从落英神剑掌另行演变出的剑术，使来有如落英缤纷，虽不如玉箫剑法精妙，也是桃花岛武艺中的一绝，招式有万紫千红等。郭襄造访少林时曾使之与少林众僧相斗，后来郭襄和无色禅师打赌，让其在十招之内猜出自己的师承门派，使出的第一套武功便是落英剑法。
蘭花拂穴手
桃花島絕學，拇指與食指扣起餘下三指略張，手指如一枝蘭花般伸出，姿勢美妙之極，與落英神劍掌合使更顯精妙。
全真劍法
全真劍法是全真教的基礎劍法。華山派劍法即為其殘缺補全版，峨嵋派劍法中也有直接借用全真劍法的招數。古墓派亦有一套玉女劍法專克全真劍法，但當雙劍合壁，一個使玉女劍法，一個使全真劍法，就會變成威力極大的玉女素心劍法。
打狗棒法
丐幫鎮幫之寶，棒法共有三十六路、八訣招式；變化精微奇妙之極，出神入化、變幻莫測、奧妙無窮。亦是凌厲無倫，令敵難以抵擋；是古往今來第一等的功夫，棒法之精妙已是武學中的絕詣。 口訣方面主要有絆字訣、纏字訣、挑字訣、封字訣、轉字訣、劈字訣、戳字訣、引字訣等。
玉女劍法
古墓派劍法，由林朝英所創，招招剋制全真劍法，招式輕柔有餘而威猛不足，但以上乘輕功搭配，劍法飄逸靈動，人所難防，劍法由林朝英傳其丫鬟，再傳至楊過和小龍女。
泥鳅功
瑛姑是在黑沼中所悟，能让身体像泥鳅般光滑，因而不易受外力攻击，非同小可，甚至可以躲过郭靖的降龙十八掌，在泥沼和浮动的船上使用更占便宜。
後來瑛姑傳至郭襄。
一陽指
大理皇家段氏一族的成名絕技，在招式上可剋制西毒歐陽鋒。南帝段智興曾以一陽指與王重陽交換先天功，並在出家後將一陽指武功傳給門下弟子「漁樵耕讀」。
後來一燈大師徒孫武修文傳給郭襄。
空明拳
周伯通被黃藥師困於桃花島時，在所住山洞裡自創的武功。空明拳總共有十六字訣：空朦洞鬆、風通容夢、沖窮中弄、童庸弓蟲。空明拳共有七十二路，第一路空碗盛飯、第二路空屋住人、深藏若虛（《神鵰俠侶三六回－獻禮祝壽，耶律齊對上何師我》）、五十四路妙手空空（《倚天屠龍記第一回－天涯思君不可忘，郭襄對上無色》），均為道家的基本概念化成。他在山洞裡和郭靖結為兄弟後，將空明拳傳授給郭靖，之後亦傳給耶律齊。郭襄對上少林無色禪師時曾使用空明拳。
鐵掌
鐵掌水上飄裘千仞的成名絕技，修練時需用雙掌在鐵沙中熬煉，威力雖略遜降龍十八掌，但掌法精奇巧妙，猶在降龍十八掌之上，在武學諸派掌法之中向稱剛猛第一，裘千仞曾用鐵掌重創瑛姑之子跟黃蓉，一旦遭鐵掌擊成嚴重內傷，需要一陽指搭配先天功才能治癒。
無上瑜珈密乘
密宗至高無上的神功，修報身佛金剛薩埵所說的瑜珈密乘，修成之後，再修法身佛普賢菩薩所說的大瑜珈密乘、無比瑜珈密乘，一直到最後的無上瑜珈密乘，金輪國師收郭襄為徒之後傳授給她。
羅漢拳
少林寺入門武功之一，是拜師後所學的第一門武功。
飄雪穿雲掌
郭襄自創的峨嵋掌法。掌力忽吞忽吐，閃爍不定，引開敵人的內力，再行攻擊。
截手九式
郭襄自創的峨嵋掌法，峨嵋派掌法精要所在。
佛光普照
郭襄自創的峨嵋掌法，套路只有一招，以峨嵋派九陽功作為根基。掌力籠罩敵人全身，使對方擋無可擋。
四象掌
郭襄自創的峨嵋掌法，圓中有方，陰陽相成。
金頂綿掌
郭襄自創的峨嵋掌法，和武當派的綿掌形似而神非，速度奇快，直線攻擊的掌法。
峨嵋劍法
劍式輕柔靈動，滴水不漏，偏重防守。
峨嵋九陽功
在覺遠大師死前口述九陽真經全文時，在旁的郭襄聽見的部分內容後，進而衍生的內功心法。

## 影视形象

### 劇集
《神鵰俠侶》：
- 林欣欣：香港佳藝電視《神鵰俠侶》（1976年）
- 黃曼凝：香港無綫電視《神鵰俠侶》（1983年）
- 應曉薇：台灣中視《神鵰俠侶》（1984年）
- 李綺虹：香港無綫電視《神鵰俠侶》（1995年）
- 六月：台灣台視《神鵰俠侶》（1998年）
- 林湘萍：新加坡新傳媒《神鵰俠侶》（1998年）
- 楊冪：中國中央電視台《神鵰俠侶》（2006年）
- 張雪迎：中國華夏視聽、于正工作室聯合出品《神鵰俠侶》（2014年）
- 文淇：中國芒果娛樂、盛夏星空傳媒聯合出品《新神鵰俠侶》（待播）

《倚天屠龍記》：
- 林欣欣：香港無綫電視《倚天屠龍記》（1978年）
- 曾華倩：香港無綫電視《倚天屠龍記》（1986年）
- 李思蓓：香港無綫電視《倚天屠龍記》（2001年）

### 動畫
- 陳凱婷配音：《神鵰俠侶》（2003年）、《神鵰俠侶II襄陽風雲》（2004年）、《神鵰俠侶》（2008年）

## 相關人物
| 郭盛   |        |        |        |        |        |        |        |        |        |      |      |      |      |      |      |        |        |        |        |        |        |      |      |        |        |        |        |        |        |        |        |          |          |          |          |          |          |        |        |        |        |  |  |        |        |        |        |        |        |  |  |        |        |        |        |        |        |  |  |        |        |        |        |        |        |  |  |
|        |        |        |        |        |        |        |        |        |        |      |      |      |      |      |      |        |        |        |        |        |        |      |      |        |        |        |        |        |        |        |        |          |          |          |          |          |          |        |        |        |        |  |  |        |        |        |        |        |        |  |  |        |        |        |        |        |        |  |  |        |        |        |        |        |        |  |  |
|        |        |        |        |        |        |        |        |        |        |      |      |      |      |      |      |        |        |        |        |        |        |      |      |        |        |        |        |        |        |        |        |          |          |          |          |          |          |        |        |        |        |  |  |        |        |        |        |        |        |  |  |        |        |        |        |        |        |  |  |        |        |        |        |        |        |  |  |
| 郭嘯天 | 郭嘯天 | 郭嘯天 | 郭嘯天 | 郭嘯天 | 郭嘯天 |        |        | 李萍   | 李萍   | 李萍 | 李萍 | 李萍 | 李萍 |      |      | 黄药师 | 黄药师 | 黄药师 | 黄药师 | 黄药师 | 黄药师 |      |      | 馮氏蘅 | 馮氏蘅 | 馮氏蘅 | 馮氏蘅 | 馮氏蘅 | 馮氏蘅 |        |        |          |          |          |          |          |          |        |        |        |        |  |  |        |        |        |        |        |        |  |  |        |        |        |        |        |        |  |  |        |        |        |        |        |        |  |  |
| 郭嘯天 | 郭嘯天 | 郭嘯天 | 郭嘯天 | 郭嘯天 | 郭嘯天 |        |        | 李萍   | 李萍   | 李萍 | 李萍 | 李萍 | 李萍 |      |      | 黄药师 | 黄药师 | 黄药师 | 黄药师 | 黄药师 | 黄药师 |      |      | 馮氏蘅 | 馮氏蘅 | 馮氏蘅 | 馮氏蘅 | 馮氏蘅 | 馮氏蘅 |        |        |          |          |          |          |          |          |        |        |        |        |  |  |        |        |        |        |        |        |  |  |        |        |        |        |        |        |  |  |        |        |        |        |        |        |  |  |
|        |        |        |        |        |        |        |        |        |        |      |      |      |      |      |      |        |        |        |        |        |        |      |      |        |        |        |        |        |        |        |        |          |          |          |          |          |          |        |        |        |        |  |  |        |        |        |        |        |        |  |  |        |        |        |        |        |        |  |  |        |        |        |        |        |        |  |  |
|        |        |        |        | 郭靖   | 郭靖   | 郭靖   | 郭靖   | 郭靖   | 郭靖   |      |      |      |      |      |      |        |        |        |        | 黄蓉   | 黄蓉   | 黄蓉 | 黄蓉 | 黄蓉   | 黄蓉   |        |        |        |        |        |        | 耶律楚材 | 耶律楚材 | 耶律楚材 | 耶律楚材 | 耶律楚材 | 耶律楚材 |        |        |        |        |  |  | 武三通 | 武三通 | 武三通 | 武三通 | 武三通 | 武三通 |  |  | 武三娘 | 武三娘 | 武三娘 | 武三娘 | 武三娘 | 武三娘 |  |  |        |        |        |        |        |        |  |  |
|        |        |        |        | 郭靖   | 郭靖   | 郭靖   | 郭靖   | 郭靖   | 郭靖   |      |      |      |      |      |      |        |        |        |        | 黄蓉   | 黄蓉   | 黄蓉 | 黄蓉 | 黄蓉   | 黄蓉   |        |        |        |        |        |        | 耶律楚材 | 耶律楚材 | 耶律楚材 | 耶律楚材 | 耶律楚材 | 耶律楚材 |        |        |        |        |  |  | 武三通 | 武三通 | 武三通 | 武三通 | 武三通 | 武三通 |  |  | 武三娘 | 武三娘 | 武三娘 | 武三娘 | 武三娘 | 武三娘 |  |  |        |        |        |        |        |        |  |  |
|        |        |        |        |        |        |        |        |        |        |      |      |      |      |      |      |        |        |        |        |        |        |      |      |        |        |        |        |        |        |        |        |          |          |          |          |          |          |        |        |        |        |  |  |        |        |        |        |        |        |  |  |        |        |        |        |        |        |  |  |        |        |        |        |        |        |  |  |
|        |        |        |        |        |        |        |        |        |        |      |      |      |      |      |      |        |        |        |        |        |        |      |      |        |        |        |        |        |        |        |        |          |          |          |          |          |          |        |        |        |        |  |  |        |        |        |        |        |        |  |  |        |        |        |        |        |        |  |  |        |        |        |        |        |        |  |  |
|        |        |        |        | 郭破虜 | 郭破虜 | 郭破虜 | 郭破虜 | 郭破虜 | 郭破虜 |      |      | 郭襄 | 郭襄 | 郭襄 | 郭襄 | 郭襄   | 郭襄   |        |        | 郭芙   | 郭芙   | 郭芙 | 郭芙 | 郭芙   | 郭芙   |        |        | 耶律齐 | 耶律齐 | 耶律齐 | 耶律齐 | 耶律齐   | 耶律齐   |          |          | 耶律燕   | 耶律燕   | 耶律燕 | 耶律燕 | 耶律燕 | 耶律燕 |  |  | 武敦儒 | 武敦儒 | 武敦儒 | 武敦儒 | 武敦儒 | 武敦儒 |  |  | 武修文 | 武修文 | 武修文 | 武修文 | 武修文 | 武修文 |  |  | 完顏萍 | 完顏萍 | 完顏萍 | 完顏萍 | 完顏萍 | 完顏萍 |  |  |
|        |        |        |        | 郭破虜 | 郭破虜 | 郭破虜 | 郭破虜 | 郭破虜 | 郭破虜 |      |      | 郭襄 | 郭襄 | 郭襄 | 郭襄 | 郭襄   | 郭襄   |        |        | 郭芙   | 郭芙   | 郭芙 | 郭芙 | 郭芙   | 郭芙   |        |        | 耶律齐 | 耶律齐 | 耶律齐 | 耶律齐 | 耶律齐   | 耶律齐   |          |          | 耶律燕   | 耶律燕   | 耶律燕 | 耶律燕 | 耶律燕 | 耶律燕 |  |  | 武敦儒 | 武敦儒 | 武敦儒 | 武敦儒 | 武敦儒 | 武敦儒 |  |  | 武修文 | 武修文 | 武修文 | 武修文 | 武修文 | 武修文 |  |  | 完顏萍 | 完顏萍 | 完顏萍 | 完顏萍 | 完顏萍 | 完顏萍 |  |  |

- 師父：金輪國師（第三版）
- 師兄：武修文、武敦儒
- 師公：江南七怪、洪七公
- 徒弟：風陵師太
- 徒孫：滅絕師太
- 「大哥哥」：楊過

| 前任： - | 峨嵋派創派祖師 | 繼任： 第二代峨嵋派掌門 風陵師太 |